# Yiğit Özşener
Yiğit Özşener (Smirne, 7 aprile 1972) è un attore e doppiatore turco, noto per aver interpretato il ruolo di Rıza Chirpiji nella serie Brave and Beautiful (Cesur ve Güzel).

## Biografia
Yiğit Özşener è nato il 7 aprile 1972 a Smirne (Turchia), di origine immigrata da Kavala, in Grecia da parte di padre e di origine immigrata da Skopje, in Macedonia da parte di madre; e oltre al turco, parla fluentemente l'inglese e il francese.

## Carriera
Yiğit Özşener nel 1996 si è laureato presso il dipartimento di ingegneria elettronica e comunicazione dell'Università tecnica di Yıldız. Tra il 1997 e il 1999, ha completato il suo Master in Business Administration presso la Koç University. Nel 1994 ha iniziato ad allenarsi nel Studio Oyuncuları e ha preso parte a varie partite nello stesso luogo fino al 2001. Nel 1995 ha iniziato a recitare professionalmente con Rhinophobia scritto e diretto da Şahika Tekand. Con questo spettacolo ha partecipato a festival tenuti in Bulgaria e Macedonia. Poi ha debuttato con Gitgel Dolap scritto da Harold Pinter e Oyuncu scritto e diretto da Şahika Tekand. Nel 2000 ha recitato nella trilogia Heracles diretta da Thedoros Terzopoulos al 10º Festival dei Giochi Antichi tenutosi a Delfi. Nel 2001 è apparso di nuovo nell'opera teatrale di Studio Oyuncuları The Rhinoceros. Ha recitato nel progetto Herakles sotto la direzione di Thedoros Terzopoulos, una coproduzione turco-greca nell'ambito delle Olimpiadi del teatro del 2006. Nella stagione 2008-2009, ha recitato nell'opera teatrale di Kerem Kurdoğlu İstanbul da Bir Dava basata su Dava di Kafka. Nel 2009 ha iniziato a lavorare di nuovo con Studio Oyuncuları e ha realizzato Evridike'nin Crying, scritto e diretto da Şahika Tekand. Oltre al teatro ha recitato in film e serie televisive.

## Filmografia

### Attore

#### Cinema
- Herkes Kendi Evinde, regia di Semih Kaplanoğlu (2000)
- Yeşil Işık, regia di Faruk Aksoy (2001)
- O Şimdi Asker, regia di Mustafa Altıoklar (2002)
- Giz, regia di Ulas Ak (2003)
- Crude (Fırsat), regia di Paxton Winters (2003)
- One Day In Europe, regia di Hannes Stöhr (2004)
- Gece 11:45, regia di Ercan Durmuş (2004)
- Last Looks, regia di Barry Alexander Brown (2005)
- Beş Vakit, regia di Reha Erdem (2006)
- Kayıp, regia di Veli Çelik (2007)
- Ho visto il sole (Güneşi Gördüm), regia di Mahsun Kırmızıgül (2009)
- Aşk Tesadüfleri Sever, regia di Ömer Faruk Sorak (2011)
- Kaybedenler Kulübü, regia di Tolga Örnek (2011)
- Dedemin İnsanları, regia di Çağan Irmak (2011)
- Ocak Ayının İki Yüzü (2014)
- I due volti di gennaio (The Two Faces of January), regia di Hossein Amini (2014)
- İşe Yarar Bir Şey, regia di Pelin Esmer (2017)
- Kaybedenler Kulübü Yolda, regia di Mehmet Ada Öztekin (2018)
- Aile Toplantısı, regia di Neslihan Yeşilyurt (2022)
- Cenazemize Hos Geldiniz, regia di Neslihan Yesilyurt (2023)
- Zaferin Rengi, regia di Abdullah Oğuz (2023)

#### Televisione
- Üzgünüm Leyla – serie TV, 2 episodi (2001)
- Karanlıkta Koşanlar – serie TV, 10 episodi (2001)
- Unutma Beni – serie TV, 3 episodi (2002)
- Zeybek Ateşi – miniserie TV, 3 episodi (2002)
- Estağfurullah Yokuşu – serie TV, 3 episodi (2003)
- Arapsaçı – serie TV, 4 episodi (2004)
- 24 Saat – miniserie TV, 4 episodi (2004)
- Çalinan Ceset, regia di Andaç Haznedaroglu – film TV (2004)
- Rüzgarlı Bahçe – serie TV, 3 episodi (2005)
- Tombala, regia di Safak Bal – film TV (2005)
- Rüya Gibi – serie TV, 3 episodi (2006)
- Kabuslar Evi: Onlara Dokunmak – film TV (2006)
- Dudaktan Kalbe – serie TV, 75 episodi (2007-2009)
- Ezel – serie TV, 71 episodi (2009-2011)
- Son – serie TV, 25 episodi (2012)
- Esir Şehrin Gözyaşları - Bir Ferhat ile Şirin Hikayesi – serie TV (2012)
- İntikam – serie TV, 22 episodi (2013)
- Galip Derviş – serie TV, 1 episodio (2013)
- Yüzyillik Mühür – serie TV, 10 episodi (2016)
- Brave and Beautiful (Cesur ve Güzel) – serie TV, 18 episodi (2016-2017)
- Bir Kahramanin Rüyasi, regia di Aydin Bulut – film TV (2018)
- Bozkır – serie TV, 18 episodi (2018-2019, 2023)
- Ramo – serie TV, 27 episodi (2020)
- Kırmızı Oda – serie TV, 12 episodi (2021)
- Barbaroslar: Akdeniz'in Kılıcı – serie TV, 20 episodi (2021-2022)
- 10 Bin Adim – serie TV, 1 episodio (2022)
- Cezailer – serie TV, 8 episodi (2022)
- Sifirinci Gün – serie TV, 8 episodi (2022-2023)
- Şahane Hayatım – serie TV (dal 2023)

#### Cortometraggi
- Model (2001)
- Prenses...Kankam ve Ben (2003)
- Apartman, regia di Seyfi Teoman (2004)
- Taklit (2006)
- Yoldaki kedi (2007)
- Hatira Fotografi, regia di Evre Ertas (2020)

### Doppiatore

#### Televisione
- Kung Fu Panda – serie animata (2008)
- Prenses Lissi ve Karadamı Yeti – serie animata (2008)

## Teatro
- Gergedanlaşma, presso lo Studio Oyuncuları (1995-1996)
- Gitgel Dolap, presso lo Studio Oyuncuları (1997-1998)
- Oyuncu, presso lo Studio Oyuncuları (1999-2000)
- Heracles Triology, presso IKSV/Attis Theater ortak yapımı (2000)
- Gergedanlaşma, presso lo Studio Oyuncuları (2000-2001)
- Persler, presso IKSV/Attis Theater ortak yapımı (2006)
- İstanbul'da Bir Dava, presso il Garajprod (2008-2009)
- Evridike'nin Çığlığı, presso lo Studio Oyuncuları (2009)
- Godot'yu Beklerken, presso lo Studio Oyuncuları (2016)
- IO, presso lo Studio Oyuncuları (2019)
- Aşınma, presso lo Studio Oyuncuları (2021)

## Spot pubblicitari
- Turknoktane (2000)
- Turkcell Hazırkart (2000-2004)
- IF İstanbul Festival reklam filmi (2007)

## Programmi radiofonici
- My Name Is Red (Benim Adım Kırmızı - Orhan Pamuk) (BBC Radio 4, 2008) – Olive (Zeytin)

## Doppiatori italiani
Nelle versioni in italiano dei suoi film e delle sue serie TV, Yiğit Özşener è stato doppiato da:
- Michele D'Anca[23] in Brave and Beautiful[24]

## Riconoscimenti
- ELLE Style Awards
  - 2012: Candidato come Miglior attore per la serie Son

- Sadri Alisik Theatre and Cinema Awards
  - 2011: Candidato come Miglior interpretazione di un attore non protagonista in un film drammatico per Aşk Tesadüfleri Sever

- Turkish Film Critics Association (SIYAD) Awards
  - 2017: Vincitore come Miglior attore non protagonista per il film İşe Yarar Bir Şey

- 50º Premio dell'associazione scrittori cinematografici
  - 2008: Vincitore come Miglior interpretazione da attore non protagonista per il film İşe Yarar Bir Şey

- 24º Premio teatrale Afife
  - 2022: Vincitore come Attore di maggior successo dell'anno per l'opera teatrale Aşınma